# North Lakhimpur
North Lakhimpur (en asamés: উত্তৰ লখিমপুৰ ) es una localidad de la India, centro administrativo del distrito de Lakhimpur, estado de Assam.

## Geografía
Se encuentra a una altitud de 93 m s. n. m. a 371 km de la capital estatal, Dispur, en la zona horaria UTC +5:30.

## Demografía
Según estimación 2010 contaba con una población de 67 530 habitantes.